# 沙坪坝毛蕨
沙坪坝毛蕨（学名：Cyclosorus sapingbaensis）为金星蕨科毛蕨属下的一个种。